# Banderillas desde la silla
Desde que la Tauromaquia se convirtió en espectáculo, los toreros han buscado alguna forma de llamar la atención del público y ponerlo a su favor. Por eso, las suertes más tradicionales, han ido sufriendo pequeñas variaciones en su ejecución que las han dotado de espectacularidad. Esa es la razón por la que un elemento como una silla ha aparecido en el ruedo. Y, en cuanto a la suerte de banderillas, ya desde 1883 se documenta la inclusión de este elemento como variante, aunque su ejecución en plaza ya se realizaba tiempo atrás.

## Ejecución de la suerte
El único instante en el que realmente se emplea la silla es en el cite, que se hace con el torero sentado con una banderilla en cada mano, de frente al toro, y permanece en esa posición el máximo tiempo posible antes de levantarse y marcar con el cuerpo la salida del toro, cambiando su trayectoria (al quiebro), y retomando su posición original para clavar una vez haya ganado salvado la embestida. También se puede cuartear en la corta distancia, pero 
es menos usado. Por tanto, el par desde la silla es un par al quiebro o al cuarteo con la única diferencia de citar sentado.

## Intérpretes de la suerte
Rafael Gómez “El Gallo” fue uno de los más recordados intérpretes de esta suerte y, aunque cada vez está más en desuso, de vez en cuando algún torero hace un guiño al pasado para rememorarlo. Uno de ellos fue Paco Alcalde y, en la actualidad, se recuerdan los de Morante de la Puebla y Sánchez Vara. También se recuerda, esta vez de forma lamentable, como el diestro valenciano Joaquín Sanz “Punteret” fue herido mortalmente por el toro “Cocinero” al intentar el par desde la silla. Fue el 26 de febrero de 1888, en la plaza de toros La Unión, de Montevideo (Uruguay).